# チェリッシュピザはいかがですか
『チェリッシュピザはいかがですか♥』は2004年2月13日にF&C FC02から発売された18禁恋愛アドベンチャーゲーム。なお、2003年12月のコミックマーケット65と、ファンクラブClubF&C通販で、『Pia♥キャロットへようこそ!!3』の原画集と『ホワイトブレス 〜with faint hope〜』の設定資料集付きで先行発売された。

## ストーリー
柏崎哲也は夏休みのある日、親から1本の電話を受け取った。「遊ぶ金までは仕送り出来ないからバイトでもして稼いでついでに世間の見聞を広めろ」と。特にやりたい事もなくだらだらしていた哲也は大学の先輩水内啓太からチェリッシュピザのバイトを紹介されるのであった。

## 登場人物
柏崎哲也 （かしわぎ てつや）
主人公。田舎から上京して都会の大学に通う大学生。親からのプレッシャーでバイトを始めようとしていた所、先輩の水内啓太からの紹介でチェリッシュピザのアルバイトを始める。ごく平凡の青年で嘘が苦手。
澄川いつみ （すみかわ いつみ）　声：高槻つばさ
チェリッシュピザ北樟若葉店店長。ピザが大好きで本場イタリアで修行した経歴の持ち主。職人気質で仕事に厳しい性格。厨房の奥にある本格的な釜を中心に、厨房全体が彼女のテリトリーとなっている。
澄川由香 （すみかわ ゆか）　声：桜川未央
いつみの実妹。チェリッシュピザでアルバイトとして姉の手伝いをしているが、姉とは正反対の、ワガママでサボリ癖の持ち主。自称「看板娘」。マンションでいつみと二人暮らし。
桜井加世 （さくらい かよ）　 声：かわしまりの
チェリッシュピザのアルバイターで哲也のアパートのお隣さん。ちょっとボケが入っているが人当たりのよい性格。
鈴江このみ （すずえ このみ）　声：草柳順子
デリバリー中の哲也に急接近した謎の少女。その実はチェリッシュピザのライバル店舗「ドレミピザ」でアルバイトをしており、美月の指示でチェリッシュピザの秘密を探ろうとする。非常にドジっ子で嘘のつけない性格。
相良美月 （さがら みつき）　声：長崎みなみ
「ドレミピザ」北樟若葉店店長。最近出来たチェリッシュピザに客足を取られ業績は悪化、古くからの味を守ろうとする従業員と、マニュアル化・均一化を推し進める本部との間で苦悩。このみにチェリッシュピザの人気の秘密を探らせようと画策する。このみの姉とは友人。
水内啓太 （みずうち けいた）　声：ルネッサンス山田
大学では主人公の先輩。生活に困っていた主人公にアルバイトを紹介したのは彼。ややシスコンがかかっているが好青年。
水内咲恵 （みずうち さきえ）　声：国生桜
啓太の実妹。病気で入退院を繰り返しているせいでいじめに遭い、登校拒否を起こしている。親と兄の啓太にしか懐かない対人恐怖症だが、それを克服させてやりたいという啓太の計らいで哲也に出会う。
隠しキャラに近く、登場させる難度はやや高い。
木ノ下泰男（きのした やすお）　声：高岡政人
チェリッシュピザのオーナー。他にファミリーレストラン「ピアキャロット」4店舗（注：本作時点）を構えており、今回「ピアキャロット」とは違ったコンセプトの店舗展開を図るべく、いつみに条件付でチェリッシュピザの運営を任せる。
今回はグラフィックは存在しない。「ピアキャロット」における活躍はPiaキャロットへようこそ!!シリーズ及びPiaキャロットへようこそ!!の登場人物の項参照。
この他、『あいかぎ 〜ひだまりと彼女の部屋着〜』から葉月姉妹と橘母子が声のみ登場する。

## スタッフ
- 企画・原案：シャチ（稲村竜一のこと）、うらわ
- プロデューサー：シャチ
- ディレクター：うらわ
- シナリオ：うらわ、草薙こうたろう、MIYA、せつまさ あやこ
- 進行管理：せつまさ あやこ
- 原画：田島直
- グラフィック管理：望月瑞浩、江森美沙樹（共にF-CG株式会社所属）
- プログラム：マッチョ文太
- 音楽プロデューサー：金杉肇
- 音楽：sputonick
  - OP：Cherry Jam
作詞：HAjimex & YURIA
作曲：CHACO
ボーカル：Honey Bee
  - ED：Two hands
作詞、作曲：吉田文
ボーカル：Rie
- ボーカル曲製作：DOORS MUSIC ENTERTAINMENT
- ムービー製作：椎名コウタ（MOVISION IMAGICA）、発乙夜

## 豆知識
- タイトル発売直前の2003年12月19日、秋葉原のメイドカフェ「CURE MAID CAFE'」にて行われた「GEESTOREトークライブ20」へゲストとして招かれ、田島直、うらわ、大木大地（広報）によるスタッフトークが行われた。そこでは聴衆に対し、ケーキが無料で振る舞われた。クリスマスを意識した計らいだったものと思われる。